# Bo Halldórsson
Björgvin Helgi Halldórsson (outros nomes:Bó Halldorsson, Björgvin Halldórsson or Bó) (Hafnarfjörður, 6 abril de 1951-) é um cantor pop islandês. Representou a Islândia, no Festival Eurovisão da Canção 1995, com a canção Núna (português: "Agora"), que terminou em 15.º lugar, com 31 pontos.
Björgvin cantou com Sigrún Hjálmtýsdóttir   e gravou vários álbuns solo.
Ele participou em vários shows televisivos (Consulte em http://www.imdb.com/name/nm0356335/)

## Vida
Björgvin Halldórsson nasceu em 16 de abril de 1951 e a sua filha Svala é também uma cantora pop.

## Discografia
Lista de álbuns de Björgvin.
- Þó líði ár og öld (1969)
- Ég syng fyrir þig (1978)
- Jólagestir (1988)
- Allir fá þá eitthvað fallegt (1989)
- Yrkjum Ísland (smáskífa) (1994)
- Þó líði ár og öld (1994)
- Núna / If it's gonna end in heartache (1995)
- Núna (1995)
- Jólagestir Björgvins 3 (1995)
- Alla leið heim (1997)
- Bestu jólalög Björgvins (1999)
- Um jólin (2000)
- Á hverju kvöldi (2000)
- Eftirlýstur (2001)
- Ég tala um þig (2002)
- Brúðarskórnir (2003)
- Duet (2003)
- Manstu það (smáskífa) (2005)
- Ár og öld (2005)
- Björgvin ásamt Sinfóníuhljómsveit Íslands & gestum (2006)
- Björgvin (2006)
- Jólagestir 4 (2007)